# Ofensywa Tết

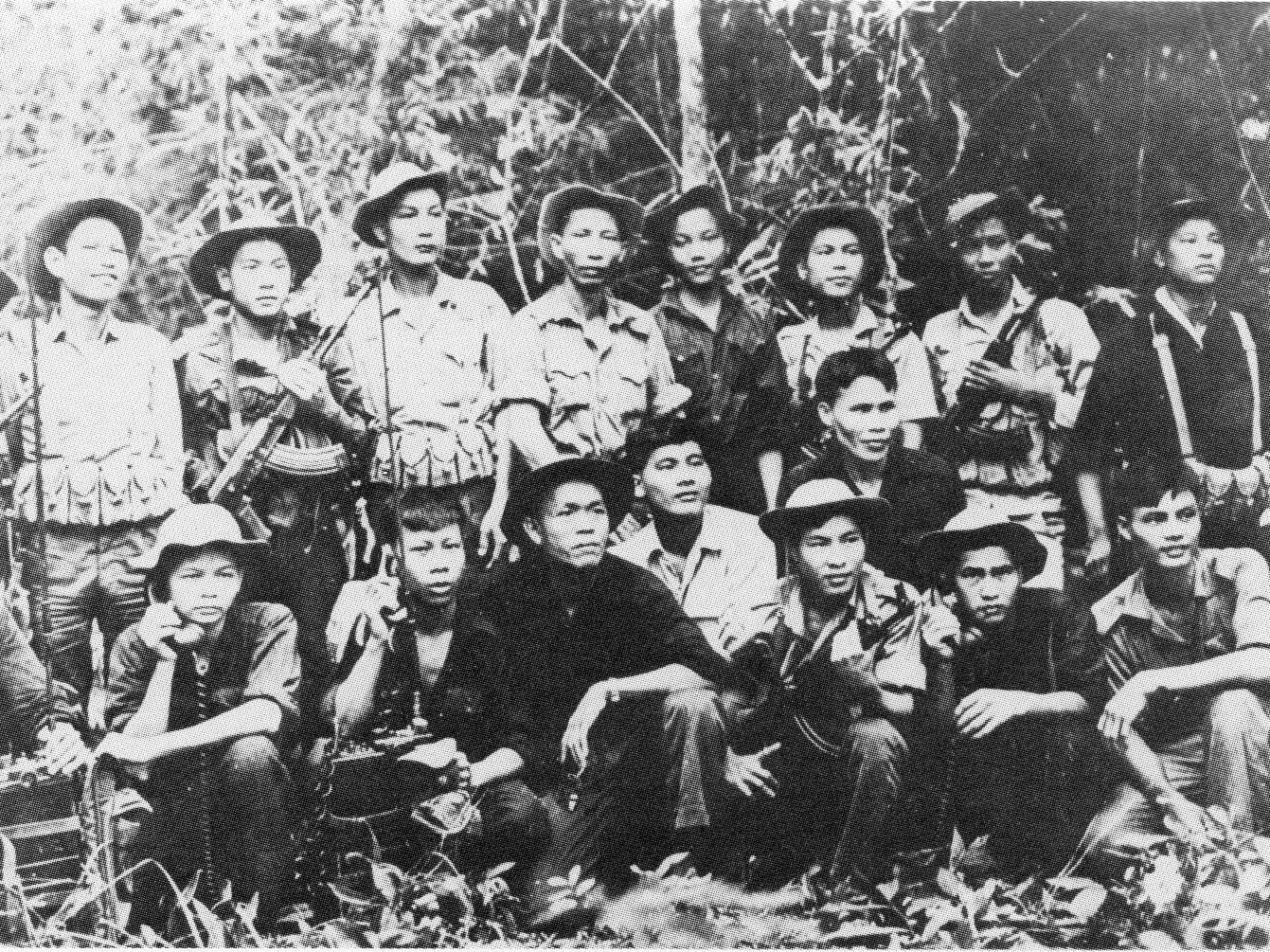
Partyzanci Vietcongu uzbrojeni w nowe karabiny automatyczne AK-47 przed rozpoczęciem ofensywy

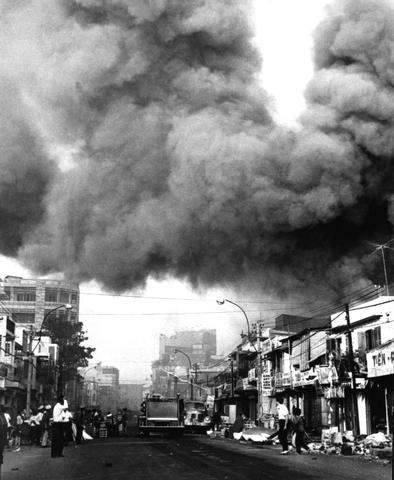
Sajgon w czasie północnowietnamskiej ofensywy

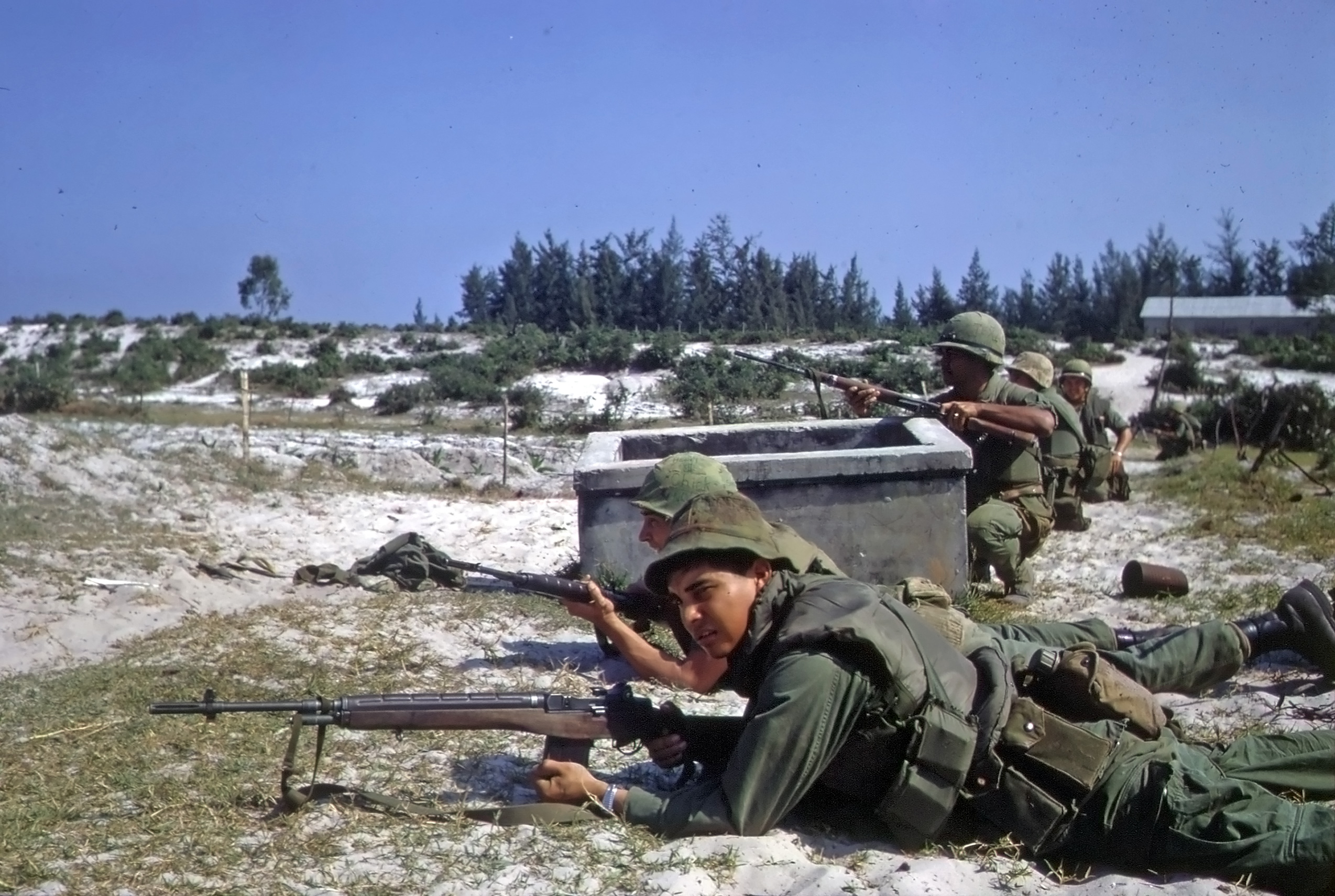
Amerykańscy marines w czasie walk o wioskę Hamo w 1968 roku

Ofensywa Tết (wiet. Sự kiện Tết Mậu Thân 1968) – jeden z najważniejszych epizodów wojny wietnamskiej.
Ofensywa armii Demokratycznej Republiki Wietnamu i Vietcongu była zaskoczeniem dla wojsk amerykańskich, bowiem nastąpiła w okresie wcześniej zapowiedzianego zawieszenia broni podczas radośnie obchodzonego Nowego Roku Księżycowego. Zarówno Demokratyczna Republika Wietnamu, jak i Południowy Wietnam zapowiedziały przez radio dwudniowe zawieszenie broni z okazji święta. Vietcong złamał porozumienie, przypuszczając atak właśnie w dniu Tết Nguyên Đán. W języku wietnamskim ofensywa nazywana jest Cuộc Tổng tiến công và nổi dậy (Generalnym Natarciem i Powstaniem) lub też Tết Mậu Thân (Rokiem Małpy).
Amerykanie spodziewali się wprawdzie, że atak nastąpi na początku 1968 roku, ale przypuszczali, że dotknie on najdalej na północ wysuniętego I Taktycznego Okręgu Korpuśnego. Głównodowodzący, gen. William Westmoreland był wręcz przekonany, że Wietnamczycy uderzą na wielką bazę US Army w Khe Sanh. W rzeczywistości oddziały dowodzone przez gen. Võ Nguyên Giápa okrążyły Khe Sanh, ale nie było to jedyne miejsce walk.

## Przebieg
Atak Vietcongu i regularnej armii Demokratycznej Republiki Wietnamu rozpoczął się we wczesnych godzinach rannych 30 stycznia 1968 roku, w dniu święta Tết. Walki objęły wszystkie większe miasta leżące na południe od strefy zdemilitaryzowanej na 17 równoleżniku.

### Bój o Sajgon
Garnizon stolicy Wietnamu Południowego liczył 1000-osobowy batalion amerykańskiej Military Police, z czego zaledwie 250 patrolowało nocą ulice 3-milionowego miasta, a także około 7000 miejscowych policjantów i 8 batalionów piechoty Armii Republiki Wietnamu (ARW), rozmieszczonych poza centrum. Stołecznego lotniska strzegł 2 Batalion Bezpieczeństwa ARW, a przypadkiem znalazło się tam kilka kompanii południowowietnamskich spadochroniarzy oczekujących na przerzut do Đà Nẵng.
Atak 35 batalionów Vietcongu nastąpił o 2 rano. Początkowo był prawie niezauważony z powodu sztucznych ogni wystrzeliwanych przez świętujących Nowy Rok. 11 batalionom – prowadzonym przez znających miasto przewodników – wyznaczono cele w sercu Sajgonu: pałac prezydencki, kwaterę główną Marynarki Wojennej WP, siedzibę Szefostwa Połączonych Sztabów ARW i ambasadę amerykańską.
Pierwszym zaatakowanym obiektem było Szefostwo Połączonych Sztabów. Partyzantom, którzy podjechali autobusem pod bramę nr 5, sprzyjało szczęście – brama była otwarta. W chwili jednak, gdy zaczęli wyskakiwać z pojazdu, pojawił się amerykański zmotoryzowany patrol. Wywiązała się strzelanina, co wykorzystali będący na służbie żołnierze ARW, którzy zatrzasnęli bramę i zaczęli razić napastników ogniem karabinów maszynowych z bunkra. Zdziesiątkowany oddział Vietcongu wycofał się do miasta. Drugi oddział, który miał zaatakować bramę nr 4, pogubił się w ciemnościach i dotarł do celu dopiero o godz. 7. Partyzanci dwoma pociskami granatnika rozbili bramę i wtargnęli do kompleksu zajmując dwa budynki, które wzięli omyłkowo za kwaterę główną. Przybyłe w ciągu dnia oddziały spadochroniarzy i piechoty morskiej odbiły budynki 31 stycznia przed południem.
Budynek Radia Sajgon został zdobyty przez partyzantów przebranych w mundury policyjne. Dzięki technikowi wieży nadawczej, położonej kilka kilometrów dalej, nie udało im się nadać orędzia władz północnowietnamskich, wzywającego do powszechnego powstania. Po dwóch dniach rozgłośnia została odbita. Sajgońskie lotnisko zostało obronione, ale chińska dzielnica Chợ Lớn została prawie całkowicie zniszczona.
Ambasada amerykańska zaatakowana została o godzinie 3.30. Ataku dokonało 19 żołnierzy Vietcongu, w tym dwóch oficerów. Do ambasady dotarli o 2.47. Przy użyciu granatnika przeciwpancernego RPG-7 wybili dziurę w murze, przez którą dostali się na dziedziniec. W początkowej fazie ataku zginęli dwaj Amerykanie, wietnamski szofer i jeden Wietnamczyk z Vietcongu. W trakcie dalszych walk w których uczestniczyły m.in. dwa plutony ze 101 Dywizji Powietrznodesantowej, polegli pozostali partyzanci Vietcongu. W obronie ambasady zginęło 5 Amerykanów, jeden został ranny.

### Bitwa o Huế
Najcięższe walki toczyły się w Huế, zdobytym najpierw przez wojska Demokratycznej Republiki Wietnamu, a następnie odbite przez armię Wietnamu Południowego i Amerykanów. W czasie krótkiego władania miastem Vietcong przeprowadził czystkę, masakrując zwolenników południa.
Bitwa o Huế trwała 26 dni. Straty armii południowowietnamskiej wyniosły 384 zabitych i 1800 rannych, Amerykanie stracili 214 ludzi, a 1364 odniosło rany, w tym 142 zabitych i 857 rannych Marines. Straty Vietcongu szacowane są na 5000 zabitych i 98 jeńców. Zginęło także 5800 cywilów, a dawna stolica cesarska zamieniła się w ruinę.

### Oblężenie Khe Sanh
Atak na bazę Marines pod Khe Sanh, który nastąpił 21 stycznia – wcześniej niż inne uderzenia w ramach styczniowej ofensywy – mógł służyć jednemu z dwóch celów: zdobyciu tego ważnego strategicznie punktu oporu Amerykanów lub dywersji mającej odwrócić ich uwagę od gęsto zaludnionych terenów nizinnych, będących rzeczywistym kierunkiem uderzenia – podstępowi „posiadającemu pozory prawdopodobieństwa i łatwemu w przygotowaniu”. Zdaniem gen. Westmorelanda ta wysunięta, silnie ufortyfikowana baza, miała sprowokować siły północnowietnamskie do podjęcia długotrwałej i bezowocnej konfrontacji, w trakcie której silny ostrzał artyleryjski i naloty samolotów amerykańskich zadałyby im ciężkie straty. W ostatnich miesiącach 1967 roku – przewidując takie właśnie działania – dowództwo wojsk amerykańskich w Wietnamie (MACV) skierowało do tego słabo zaludnionego regionu blisko połowę swych batalionów uderzeniowych.
Westmoreland (a za nim media amerykańskie, które z wielkim zainteresowaniem śledziły akcje militarne w pobliżu Strefy Zdemilitaryzowanej) chętnie porównywał przyszły bój o Khe Sanh z bitwą pod Dien Bien Phu, kiedy to oblężona baza francuska została w maju 1954 roku zdobyta przez siły Việt Minhu dowodzone przez generała Giápa. Westmoreland, który znał skłonność Hồ Chí Minha do prowadzenia operacji na wielką skalę, wierzył, że wietnamski przywódca będzie chciał powtórzyć tamto zwycięstwo. Jego zamiarem było doprowadzenie do „odwrotnego Dien Bien Phu”.
Baza Khe Sanh, z załogą składającą się z 6000 żołnierzy Korpusu Marines, armii i pomocniczych oddziałów ARW, była otoczona przez dwie lub trzy dywizje północnowietnamskie liczące około 20 000 ludzi. Podczas całego oblężenia, które trwało do 8 kwietnia, była celem ciężkiego ostrzału artyleryjskiego z wykorzystaniem moździerzy i pocisków rakietowych krótkiego zasięgu, czemu towarzyszyły sporadyczne wypady piechoty atakującej wysunięte punkty oporu. Jednak, z wyjątkiem zdobytego przez Wietnamczyków obozu amerykańskich sił specjalnych w Làng Vây, baza nie była celem poważniejszych ataków wojsk lądowych, a bitwa sprowadzała się głównie do pojedynków artyleryjskich oraz zmasowanych uderzeń z powietrza w wykonaniu amerykańskich samolotów. Do końca oblężenia samoloty US Air Force, US Marine Corps i US Navy zrzuciły w obronie bazy 39 179 ton bomb i pocisków.
Gdy naziemne drogi zaopatrzenia bazy zostały poprzecinane, a loty powolnych samolotów transportowych stały się zbyt niebezpieczne ze względu na silny północnowietnamski ostrzał przeciwlotniczy, Amerykanie wymyślili tzw. „Super Gaggles”, system polegający na współdziałaniu szybkich bombowców z dużą liczbą śmigłowców zaopatrzeniowych; nadto Air Force przystosowały transportowe samoloty C-130 Hercules, wprowadzając nowatorską metodę zrzutów z niskiej wysokości (tzw. LAPES); w rezultacie zaopatrywanie bazy nigdy nie ustało.
Nawet po rozpoczęciu ofensywy MACV wierzyło, że głównym celem ataku jest nadal Khe Sanh. Zawieszenie broni, ogłoszone z okazji święta Tết, zostało w rejonie przygranicznym odwołane w oczekiwaniu na atak sił Vietcongu, który jednak nigdy nie nastąpił. Ofensywa ominęła Khe Sanh, ale Westmoreland był przekonany o ważności bazy nawet wtedy, gdy walki zaczęły toczyć się wokół niego, na ulicach Sajgonu. 1 lutego, gdy ofensywa osiągnęła swe największe natężenie, sporządził notatkę dla swych sztabowców (nigdy nie została im dostarczona), w której twierdził, że „nieprzyjaciel traci inicjatywę... Podejrzewam, że stara się odwrócić uwagę nas wszystkich od obszaru najbardziej zagrożonego na północy. Pragnę ostrzec wszystkich, by nie dali się zwieść”.
Ostatecznie 8 kwietnia wielka ekspedycja ratunkowa (operacja Pegasus) dotarła do Khe Sanh, ale siły północnowietnamskie właśnie się stamtąd wycofywały. Nawet wówczas Westmoreland nie był w stanie przyznać się do pomyłki: nieprzyjacielska próba powtórzenia Dien Bien Phu zakończyła się niepowodzeniem. Obie strony twierdziły później, że osiągnęły zamierzone cele. Według danych amerykańskich ponad 8000 żołnierzy północnowietnamskich poległo, znacznie więcej odniosło rany; Amerykanie stracili 730 zabitych i 2642 rannych.

## Skutki ofensywy
Ofensywa nie przyniosła Vietcongowi spodziewanych korzyści i zakończyła się militarną przegraną Demokratycznej Republiki Wietnamu. Zadała jednak ciężkie straty zarówno południowym Wietnamczykom, jak i Amerykanom. Po ofensywie poparcie społeczne dla amerykańskiej polityki względem Wietnamu spadło do 35% i spadało nadal. Kandydat na prezydenta Richard Nixon obiecywał nowe rządy które doprowadzą do zawarcia pokoju. Opinia publiczna w USA przestała popierać udział US Army w wojnie wietnamskiej, Pentagon stracił zaufanie, co stopniowo prowadziło do politycznej kompromitacji Stanów Zjednoczonych, a wreszcie wycofania jej wojsk z Półwyspu Indochińskiego.